# Чакър войвода
Христо Проданов, Чакър войвода (1815-1855) е български хайдутин, действал в Рила планина.

## Биография
Роден в село Продановци в 1815 година. Известно е, че името му е било Христо, а баща му бил убит от турците, когато бил съвсем малък. Отгледал го е вуйчо му поп Никола, който по-късно го изпратил да си изкарва прехраната в ковачницата на Рилския манастир. Поради жестокото отношение на майстора-калугер Христо избягал обратно в Самоков и започнал работа в тюфекчийницата (оръжейна работилница) на Мито Шатарента, където се научил, освен да поправя, и да си служи до съвършенство с разни оръжия. Тъй като имал големи, сиви очи и особен поглед го наричали Чакър (сив, сивоок).
Според легендата победил няколко турчета в хвърляне на камък, които по-късно дошли да го убият в работилницата, но той успял да избяга. Сред подвизите му са победата над Мутиш ага, над Хаджи Дамба (1849), когото Чакър войвода победил и пощадил, въпреки че на чалмата му бил извезан надписът „Или главата на Чакъра – или смърт“, над Кара Бекир Пехливан и особено пълното унищожение на цял табор (около 1000 души) редовна турска войска, с което си спечелил прозвището „Самоковския барон“.
Доброволно охранявал Рилския манастир и през пролетта на 1854 година разбил албанския разбойник Ибрям Лека и дружината му, които нападнали манастира. Вероятно единствено неговите хайдути са изкарвали прехраната си с честен труд, работейки като зидари, а Чакър войвода дори постигнал споразумение със самоковския каймакамин да не закача хората му, докато работят, но да ги преследва, щом са в гората.
Чакър войвода е убит предателски в 1855 г. от своя четник Иван, чиято жена Йона взела 500 гроша от турците и успяла да склони мъжа си да извърши убийството. Когато чул рева на бившите си другари, след като разбрали за смъртта на войводата, Иван заклал жена си и се застрелял. Разправят, че Хаджи Демба, като научил, че Чакър войвода е мъртъв, строшил ятагана си на две и изпратил да го сложат върху гроба му заедно с неговото „евалла“.